# Ферзен, Луиза фон
Ловиса София (Луиза София) фон Ферзен (швед. Lovisa Sofia "Louise Sophie" von Fersen, урождённая Пипер (Piper); 1777―1849) ― шведская графиня, фрейлина.

## Биография
Луиза фон Ферзен была дочерью камергера шведского двора Стена Авраама Пипера и Катарины Эренсвярд, которая до своего вступления в брак была младшей фрейлиной.
Служила в качестве фрейлины принцессы Софии Альбертины в 1794―1797 гг. и вышла замуж за графа Фабиана Райнхольда фон Ферзена в 1797 году, который был братом знаменитого полководца Ханса Акселя фон Ферзена и Софии Пипер, которая была женой брата Луизы, Карла Пипера.
Позднее также была фрейлиной королевы Фредерики и королевы Шарлотты (занимала должность заместительницы хозяйки гардероба при королеве в 1804―1805 годах, а в 1805―1810 годах ― должность самой хозяйки, то есть была старшей из всех фрейлин).
Граф Ханс-Габриэль Тролле-Вахмейстер отзывался о Луизе фон Ферзен как о «самой прекрасной, подобной Юноне женщине, которую вы когда-либо могли видеть» и которая была «несомненно, самой образованной женщиной в высшем обществе».
Имела двух детей: ими был Аксель фон Ферзен (1798―1839) и Хедвиг фон Ферзен (1816―1879). Оба они умерли бездетными.